# Cupramontana
Cupramontana é uma comuna italiana da região dos Marche, província de Ancona, com cerca de 4 736 habitantes. Estende-se por uma área de 26 km², tendo uma densidade populacional de 182 hab/km². Faz fronteira com Apiro (MC), Maiolati Spontini, Mergo, Monte Roberto, Rosora, San Paolo di Jesi, Serra San Quirico, Staffolo.

## Demografia
| Variação demográfica do município entre 1861 e 2011                               |
|                                                                                   |
| Fonte: Istituto Nazionale di Statistica (ISTAT) - Elaboração gráfica da Wikipedia |